# Transfixiation
Transfixiation, es el nombre del cuarto álbum de la banda noise A Place to Bury Strangers. El álbum fue publicado el 17 de febrero del 2015, siendo el segundo de la banda lanzada bajo el sello Dead Oceans.

## Trasfondo
A principios de marzo de 2013, APTBS anunció que habían grabado versiones de canciones de la banda Dead Moon, oriunda de Portland para su lanzamiento el Record Store Day 2013 como un EP titulado Strange Moon . González decidió retirarse de las giras y durante la gira posterior de 2016, John Fedowitz (Skywave, Ceremony) tocó la batería para la banda. En marzo de 2013, la banda comenzó a grabar su cuarto álbum de estudio, Transfixiation, tocandolo en los estudios ABC Studios en Etne, Noruega, con Emil Nikolaisen de Serena Maneesh. El álbum fue lanzado el 17 de febrero de 2015 en la discográfica Dead Oceans, recibiendo críticas mixtas, sobre todo por lo poco original que resultó el álbum a comparación de los tres anteriores.

## Listado de canciones
| N.º   | Título              | Duración |  |
| 1.    | «Super Master»      | 3:21     |  |
| 2.    | «Straight»          | 3:22     |  |
| 3.    | «Love High»         |          |  |
| 4.    | «What We Dont See»  | 2:25     |  |
| 5.    | «Deeper»            |          |  |
| 6.    | «Lower Zone»        |          |  |
| 7.    | «We´ve Come so Far» |          |  |
| 8.    | «Now It´s Over»     |          |  |
| 9.    | «I´m so Clean»      | 2:41     |  |
| 10.   | «Fill the Void»     |          |  |
| 11.   | «I Will Die»        |          |  |
| 39:43 |                     |          |  |